# Blockchain

Formarea unui lanț de tip blockchain. Lanțul principal (negru) este format din cea mai lungă serie de blocuri ce pornește din blocul "geneză" (verde). Blocuri orfane (violet) există în afara lanțului principal.

Diagramă ce reprezintă structurile de date din rețeaua Bitcoin

Blockchain este o tehnologie de stocare și transmitere a informațiilor, care se bazează pe principiul distribuirii și securității. Este o bază de date digitală, decentralizată și transparentă, care înregistrează tranzacții și evenimente în mod permanent, tehnologia ce securizează stocarea de criptomonede, tranzacțiile între criptomonede și relațiile informatice ce susțin scopul fiecărui proiect criptografic. Blockchain stochează informațiile electronic în format digital. Un blockchain  conține liste de înregistrări (sau date) în continuă creștere, numite blocuri, care sunt legate și securizate cu ajutorul criptografiei. Ca structură de date, un blockchain este un lanț de blocuri conectate criptografic, în care legăturile între elemente se fac prin hash. Astfel, fiecare bloc conține o legătură către un bloc anterior (un hash al blocului anterior), un marcaj temporal și datele tranzacțiilor.Blocurile au anumite capacități de stocare și, atunci când sunt umplute, sunt închise și legate de blocul umplut anterior, formând un lanț de date cunoscut sub numele de blockchain. Toate informațiile noi care urmează acelui bloc nou adăugat sunt compilate într-un bloc nou format, care va fi apoi adăugat la lanț odată ce este completat. Prin design, blockchainurile sunt rezistente la modificarea datelor. Blockchainul este „un registru transparent și distribuit care poate înregistra tranzacții între două părți în mod eficient, verificabil și permanent”. Pentru a fi folosit ca registru distribuit, un blockchain este de obicei administrat de o rețea colectivă de tip peer-to-peer (de la egal la egal; într-o rețea de calculatoare, toate sunt egale între ele, nu există un dispozitiv administrativ), ce aderă la un protocol pentru validarea noilor blocuri. Odată înregistrate, datele din orice bloc de date nu mai pot fi modificate retroactiv fără alterarea blocurilor care urmează, ceea ce necesită acordul majoritar al participanților din rețea. 
Blockchainurile sunt securizate prin design și sunt un exemplu de sistem de calcul distribuit cu toleranță ridicată de tip bizantin (toleranță la atacatori sau la calculatoare necooperante). Problema consensului descentralizat a fost prin urmare rezolvată cu ajutorul tehnologiei blockchain. Acest lucru face ca tehnologia blockchain să fie adecvată pentru înregistrarea de evenimente, dosare medicale precum și înregistrarea altor activități de management cum ar fi gestionarea identității, procesarea tranzacțiilor, documentarea provenienței, urmărirea traseului comercial al produselor alimentare sau sisteme de votare.
Primul blockchain a fost conceptualizat în anul 2008 de o persoană anonimă care s-a identificat cu numele de Satoshi Nakamoto. În 2009 a fost pus în aplicare în criptomoneda bitcoin, unde servește ca registru public și descentralizat pentru toate tranzacțiile. Blockchain este tehnologia care stă la baza bitcoin și face posibilă existența și funcționarea acestuia. Inventarea tehnologiei blockchain a făcut ca bitcoin să devină prima monedă digitală care a rezolvat problema dublei cheltuieli fără să se folosească de o autoritate centrală de încredere sau de servere centrale. Designul monedei Bitcoin a fost sursă de inspirație pentru multe alte aplicații.
În Ingineria filosofică: spre o filosofie a webului, Halpin și Monnin au pus în discuție anumite aspecte filosofice ale acestei tehnologii emergente,  precum relația dintre lumea fizică și lumea virtuală, individul și societatea, conceptele de materialitate, întrupare, temporalitate, spațialitate și posibilitate.  Ontologic ne putem întreba ce este această tehnologie, cum ar putea fi caracterizată, cum se creează, se implementează și se adoptă, și cum funcționează; definiții, clasificări, posibilități și limitări. Din punct de vedere epistemologic ne preocupă ce cunoaștere se poate obține prin tehnologia blockchain, cum se situează ea în raport cu realitatea, ce cunoștințe implică utilizarea tehnologiei, etc. De asemenea ne interesează modul în care tehnologia blockchain poate fi valorificată, ce aspecte permit o evaluare, ce norme comportamentale implică, aspecte estetice și morala implicată de folosirea acestei tehnologii. Filosofia tehnologiei blockchain poate fi văzută ca o resursă conceptuală pentru înțelegerea acestor evoluții în lumea noastră modernă.  Metaforele conceptuale ne pot ajuta să abordăm și să înțelegem noile idei. 
Nașterea Blockchain aduce noi schimbări și noi dimensiuni în prezent. S-a spus că lumea se mută de la analog la digital, dar realitatea de astăzi este că „lumea se îndreaptă spre tehnologia Blockchain”.

## Istoric
Ideea din spatele tehnologiei blockchain a fost descrisă încă din 1991, când cercetătorii Stuart Haber și W. Scott Stornetta au introdus un sistem criptografic de calcul pentru marcarea documentelor digitale astfel încât să nu poată fi actualizate sau modificate. Sistemul criptografic a fost actualizat cu arbori Merkle în 1992, pentru a crea un lanț securizat de blocuri făcându-l mai eficient și permițând asamblarea mai multor documente într-un singur bloc. 
În 2004, informaticianul și activistul criptografic Hal Finney a introdus un sistem numit reusable proof of work (RPoW) ca prototip pentru numerar digital. Sistemul RPoW a funcționat prin primirea în schimb a unui token de dovadă de lucru bazat pe hashcash neschimbabil sau nefungibil semnat RSA (Rivest-Shamir-Adleman) care putea fi transferat în continuare de la persoană la persoană.
RPoW a rezolvat problema dublei cheltuieli prin păstrarea dreptului de proprietate asupra token-urilor (jetoanelor)  înregistrate pe un server de încredere. Serverul a fost conceput pentru a permite utilizatorilor din întreaga lume să verifice corectitudinea și integritatea acestuia în timp real.

### Blockchain 1.0
Primul blockchain a fost conceptualizat de Satoshi Nakamoto, în 2008, folosind o metodă care exclude o terță parte autorizată.   În 2009 Nakamoto a dezvoltat bitcoin pe baza tehnologiei blockchain, folosită ca registru public pentru tranzacțiile din rețea. 
Blockchain a fost denumit inițial lanț de blocuri. .
Satoshi Nakamoto a conceptualizat teoria blockchain-urilor distribuite. El îmbunătățește designul într-un mod unic pentru a adăuga blocuri la lanțul inițial fără a necesita semnarea lor de către părți de încredere. Arborii modificați ar conține un istoric sigur al schimburilor de date, utilizând o rețea peer-to-peer pentru marcarea temporală și verificarea fiecărui schimb. Sistemul s-a bazat pe algoritmul hashcash Proof-of-work (PoW) și putea fi gestionat în mod autonom, fără a necesita o autoritate centrală. 
Blockchain 1.0 stabilește pentru prima dată o formă de bani digitali descentralizați, singurul scop al blockchain-ului era acela de a fi un procesator de plăți. Implementează registru distribuit (Distributed Ledger Technology - DLT) bazat pe mecanismul Proof-of-Work (PoW). Este un blockchain fără permisiune unde orice participant poate efectua o tranzacție validă de bitcoins și în care nodurile funcționează prin puterea de hashing. După Bitcoin, au fost introduse diverse alte criptomonede pentru a permite tranzacții financiare bazate pe blockchain.
Primul bloc de Bitcoin a fost exploatat de Satoshi Nakamoto, cu o recompensă de 50 Bitcoin. Hal Finney a fost primul beneficiar care a primit 10 Bitcoin de la Satoshi Nakamoto în prima tranzacție pe 12 ianuarie 2009.
Bitcoin reprezintă prima etapă a istoriei blockchain-urilor. Este cea mai simplă adoptare care se concentrează pe transferuri de bani rapide, sigure și independente de organismele de reglementare. 

### Blockchain 2.0
Începând din 2014 s-au dezvoltat noi aplicații ale tehnologiei,  cunoscute generic ca blockchain 2.0, pentru contracte inteligente mai sofisticate, care partajează documente sau trimit automat dividendele proprietarilor dacă profiturile ajung la un anumit nivel.
A doua generație se bazează de asemenea pe algoritmul de consens PoW, a apărut odată cu Ethereum, o rețea publică descentralizată fondată de Vitalik Buterin și un grup de dezvoltatori. Ethereum, ca și Bitcoin, utilizează în prezent mecanismul de consens Proof-of-work. Prin Blockchain 2.0 se pot executa mai multe funcționalități, contracte complexe, așa-numitele contracte inteligente. Viteza tranzacțiilor ajunge la 15 tranzacții pe secundă. Ether (ETH) este criptomoneda nativă din blockchain-ul Etherium.
Contractele inteligente sunt scrise într-un program specific, iar limbajul este compilat în cod de octeți, unde o server virtual descentralizat numit Ethereum Virtual Machine (EVM) poate citi și executa. Rețeaua Ethereum a devenit populară datorită DeFi și NFT utilizate în finanțe, jocuri, educație, logistică, asistență medicală și multe alte sectoare. MakerDAO a fost prima aplicație DeFi care a oferit servicii financiare complete bazate pe contracte inteligente.
Scopul contractului inteligent este de a oferi securitate în timpul procesării tranzacțiilor și de a reduce costurile și timpul de tranzacționare în exces. Spre deosebire de contractele tradiționale, contractele inteligente mențin o transparență tranzacțională completă, oferă securitate și confidențialitate prin utilizarea algoritmilor criptografici. 

### Blockchain 3.0
Acest blockchain se caracterizează prin utilizarea unui nou mecanism de consens numit Proof-of-stake (PoS) și include aplicații descentralizate (DApps) care rulează în interiorul blockchain-ului. Prima utilizare funcțională PoS pentru criptomonedă a fost Peercoin în 2012. Cel mai mare blockchain cu PoS după capitalizarea pieței este Cardano. Există multe DApps care rulează în blockchain-ul ETH, inclusiv rețelele sociale, aplicații de jocuri, schimburi financiare etc.

Alte blockchain-uri principale din a 3-a generație sunt: Polkadot, Solana, IOTA,TRON, EOS.IO, Tezos, Elrond.
Exemple de criptomonede ale acestei generații sunt: DASH, Algorand, Cardano, Tezos, NEO, Deep Onion. A treia generație blockchain a reușit să rezolve probleme persistente aflate în rețelele blockchain din a doua generație, cum ar fi scalabilitate, consumuri mari de energie, interoperabilitate, durabilitate, iar viteza tranzacțiilor depășește 3.000 de tranzacții pe secundă.

### Blockchain 4.0
Blockchain 4.0 sau blockchain pentru industria 4.0 (I4.0) este una dintre tehnologiile de bază ale industriei 4.0 ce favorizează în principal industria de producție și lanțul de aprovizionare prin automatizare, planificarea resurselor întreprinderii, schimb eficient de date, IoT, Big Data, Cloud computing, IIoT și inteligență artificială.
Blockchain 4.0 implică dezvoltarea aplicațiilor industriale la scară largă care pot gestiona simultan mai multe procese, procesând și stocând cantități imense de date, asigurând interconectarea logică a acestora prin tehnologii de cross chains, blockchain as a service și atomic swaps.
Proiecte care rulează pe a patra generație precum [Metahash] și [Enigma] folosind algoritmul multiple-proof-of-stake (M-POS), sunt capabile să proceseze peste 60.000 de tranzacții pe secundă.

### Blockchain 5.0
Blockchain 5.0 face următorul pas spre industria 5.0 cunoscută și ca a cincea revoluție industrială. Ultima versiune de blockchain are o dimensiune mai mică a blocului (8.000 de ori mai mică decât bitcoin) și permite o rată de transfer de 1 milion de tranzacții pe secundă. Blockchain 5.0 implică convergența inteligenței artificiale (AI) cu tehnologiile blockchain, valorificarea sistemelor ciber-fizice (CPS), robotică, IIoT, Big Data, interacțiunea om - sistem automat etc. Potrivit IDC (International Data Corporation), în anul 2021 51% dintre companii au făcut tranziția la AI cu integrarea blockchain. 
Prima platformă blockchain de a cincea generație este acreditată ca fiind TON. Proiecte blockchain 5.0 dezvoltate sunt 5ireChain, Everscale, Propersix, Relictum Pro Arhivat în 24 ianuarie 2022, la Wayback Machine., Zetanet. 

## Structură

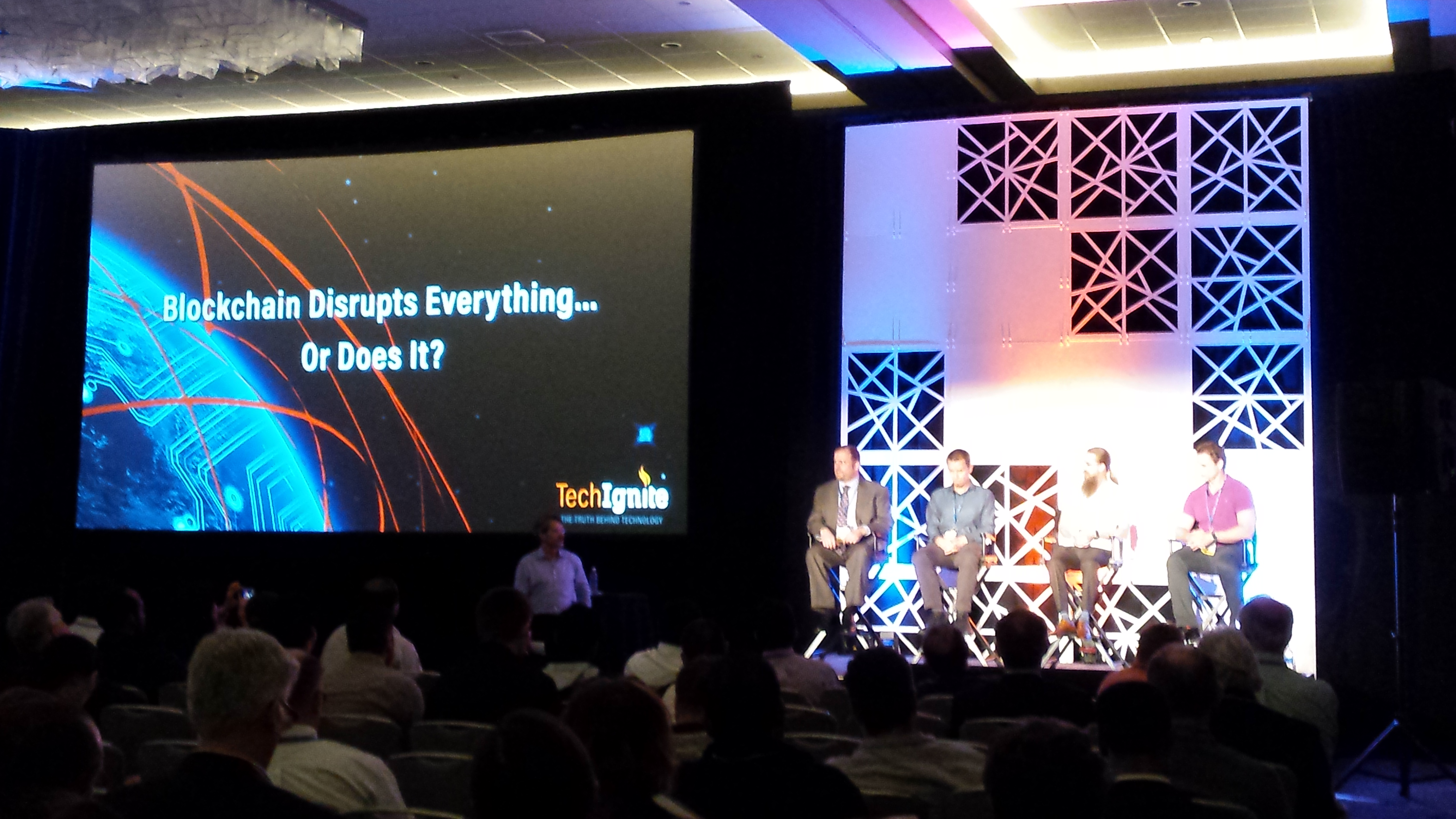
Panou de discuție despre blockchain la prima conferință IEEE Computer Society TechIgnite.

Un blockchain este o „carte contabilă” (în engleză ledger) descentralizată, distribuită și publică, formată dintr-o listă de blocuri înlănțuite. Blockchainul este folosit pentru a înregistra tranzacțiile distribuit (pe mai multe calculatoare), iar înregistrările nu pot fi modificate retroactiv fără alterarea blocurilor ulterioare. O bază de date de tip blockchain este gestionată autonom, folosind o rețea peer-to-peer și un server de timestamping distribuit. Aceste servere sunt gestionate prin colaborare în masă, dirijată de interese colective. Rezultatul este un sistem de tranzacții robust, unde incertitudinea participanților privind securitatea datelor este marginală. Utilizarea unui blockchain elimină posibilitatea de copiere/clonare a activelor digitale. Printr-un blockchain se asigură astfel faptul că fiecare unitate de valoare a fost transferată doar o singură dată, rezolvând astfel problema dublei cheltuieli. Blockchainurile au fost descrise ca fiind protocoale de schimb de valoare. Aceste schimburi de valoare pe bază de blockchain pot fi finalizate mai repede, mai sigur și mai ieftin față de sistemele tradiționale. Un blockchain poate fi folosit pentru a atribui titluri de proprietate, deoarece acesta oferă o înregistrare permanentă care obligă acceptarea contractului.

### Blocurile

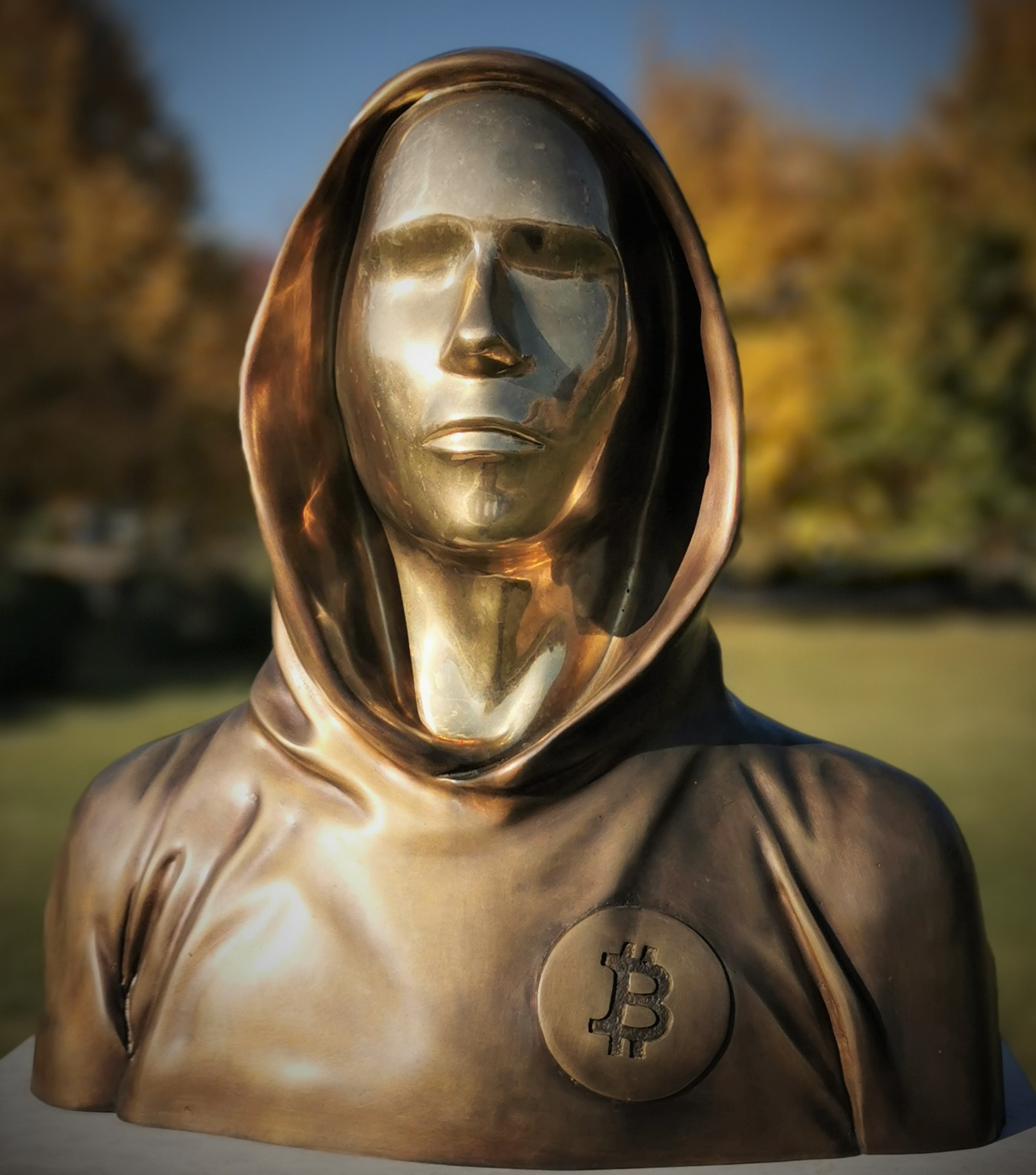
Satoshi Nakamoto

Blocurile dețin seturi de tranzacții care sunt indexate și codificate într-o structură specială de date numită arbore Merkle. Fiecare bloc include hash-ul criptografic al blocului anterior din blockchain, prin care se leagă astfel cele două blocuri, formând un lanț. Verificarea repetată a integrității blocurilor precedente poate fi făcută până la începutul lanțului, la „blocul geneză”. Uneori, în paralel cu lanțul principal, pot apărea lanțuri secundare printr-un proces cu numele de „forking”. Blocurile din lanțurile secundare sunt numite „blocuri orfane”.
Calculatoarele care mențin baza de date de tip blockchain (numite și noduri de rețea) pot avea diferite versiuni istorice ale bazei de date (e.g. nu toate sunt actualizate până la ultimele tranzacții). Fiecare versiune istorică are un „număr de versiune”, iar calculatoarele păstrează doar versiunea cea mai recentă pe care au primit-o până atunci de la celelalte calculatoare. Ori de câte ori un calculator primește o versiune mai recentă (de obicei, versiunea anterioară cu un singur bloc nou adăugat), baza de date proprie se actualizează și apoi se retransmite celorlalte calculatoare din rețea. Blockchainurile sunt de obicei construite pentru a adăuga blocuri noi peste cele vechi – existența stimulentelor în a lucra la extinderea cu blocuri noi, decât la suprascrierea blocurilor vechi, face ca probabilitatea înlocuirii unui bloc nou adăugat cu altul să scadă exponențial de-a lungul timpului. De exemplu, într-un blockchain ce folosește un sistem de tip proof-of-work, lanțul care are „timpul de lucru” cel mai mare este întotdeauna considerat valid de rețea. Există o serie de metode care pot fi utilizate pentru a demonstra un nivel suficient de calcul. Într-un blockchain, calculul se efectuează în mod redundant în comparație cu sistemele tradiționale de calcul, care funcționează în mod segregat și paralel.

### Timpul de bloc
„Timpul de bloc” este timpul mediu necesar pentru a genera un nou bloc în blockchain. Unele rețele de tip blockchain construiesc blocuri noi la fiecare cinci secunde. Când un bloc este creat, acesta devine „verificabil” de către celelalte calculatoare din rețea. Pentru criptomonezi, publicarea blocului este momentul când tranzacția are loc în practică – așadar, o perioadă mai scurtă de timp de bloc înseamnă tranzacții mai rapide. Timpul de bloc pentru Ethereum este setat între 14 și 15 secunde, în timp ce pentru Bitcoin este de 10 minute.

### Descentralizare
Prin stocarea datelor într-o rețea peer-to-peer, arhitectura blockchain elimină o serie de riscuri care vin atunci când datele sunt organizate la nivel central.
Arhitecturile peer-to-peer precum blockchainurile nu au puncte centrale de vulnerabilitate pe care hackerii le-ar putea exploata; de asemenea, nu au niciun punct critic central – adică nu există niciun calculator „important” a cărui defectare ar cauza întreruperea rețelei. Metodele blockchain de securitate includ utilizarea de criptografie cu chei publice. O „cheie publică” este un șir lung de caractere aleatorii și reprezintă o adresă pe blockchain care înregistrează valoarea tokenurilor trimise prin rețea la acea adresă. O „cheie privată” este ca o parolă, care oferă proprietarului accesul la activele sale digitale sau mijloacele de a interacționa cu diferite aplicații care sunt construite peste blockchainuri. Datele stocate pe blockchain sunt considerate, în general, incoruptibile. În timp ce bazele de date centralizate sunt mult mai ușor de controlat, modificarea și manipularea datelor este posibilă și ușor de realizat. Prin descentralizarea datelor dintr-o „carte contabilă”, blockchainurile publice oferă transparență pentru toți cei implicați.
Fiecare nod (calculator) într-un sistem descentralizat deține o copie a blockchainului. Calitatea datelor este menținută prin replicarea masivă a acestora și prin necesitatea rezolvării de puzzle-uri matematice (proof-of-work) pentru validarea tranzacțiilor. Nu există o copie „oficială” centralizată și niciun utilizator nu este „mai de încredere” decât altul. Tranzacțiile sunt publicate pe rețea folosind un software specializat. Mesajele sunt livrate în funcție de cât de repede pot comunica nodurile între ele. Nodurile care minează validează tranzacțiile, le adăugă la un bloc și apoi publică acest bloc când este finalizat la alte noduri. Blockchainurile folosesc diverse scheme de consens precum proof-of-work sau proof of stake. Creșterea dimensiunii blockchainului este însoțită de riscul de centralizare, deoarece doar puține computere și utilizatori vor avea resursele necesare pentru a procesa cantitățile mari de date.

### Permisiuni
Marele avantaj al unui blockchain public, deschis, fără permisiuni este că nu este necesar controlul accesului pentru a evita utilizatorii cu intenții rele. Acest lucru înseamnă că diverse aplicații pot fi adăugate la rețea fără aprobarea sau încrederea altor utilizatori, folosind blockchainul ca protocol de transport. In cazul Bitcoin și al altor criptomonede, evitarea controlului de acces este posibilă prin solicitarea „dovezii de lucru”, proof-of-work. Mai exact, calculatoarele trebuie să rezolve puzzle-uri matematice pentru a valida tranzacțiile. În cazul bitcoin, acesta folosește puzzle-uri Hashcash. Acestea au fost create de către Adam Back în anii 1990, dar ideea originală a fost propusă pentru prima dată de Cynthia Dwork și Moni Naor într-un articol din 1992. 

### Mecanisme de consens
Sistemele blockchain folosesc algoritmi de consens pentru a permite participanților să ajungă la un acord în cadrul rețelei. Algoritmii de consens sunt importanți pentru rețelele blockchain deoarece permite nodurilor să ajungă la un consens descentralizat între ele, motivează participanții să se supună regulilor, evită probleme precum cheltuielile duble, asigură echitatea și ca rețeaua să rămână tolerantă la erori. Fără un algoritm de consens, o rețea blockchain nu este altceva decât o bază de date imuabilă
Există mai mulți algoritmi de consens:
- Proof-of-Work (PoW): este cel mai cunoscut mod de a confirma tranzacțiile peer-to-peer. Proof-of-Work a fost primul algoritm de consens blockchain. Conceput de Satoshi Nakamoto pentru utilizarea în Bitcoin, este utilizat în special în pool mining.

Principalele dezavantaje al acestui algoritm sunt procesarea lentă și cheltuieli energetice foarte mari  deoarece un număr mare de noduri efectuează calcule, însă doar primul desfășoară o activitate de succes și primește recompensa.
- Proof-of-Stake (PoS): unul dintre cei mai populari algoritmi de consens în rețelele blockchain, a fost creat ca o alternativă la PoW. În acest algoritm, nodurile pe care le exploatează în PoS se numesc validatori. Creatorul următorului bloc din lanț selectează un nod care are un echilibru mai mare de criptomonede (aleatoriu dintre cele mai bogate sau aleatoriu dintre cele mai vechi). Pentru crearea blocului, nodul nu primește remunerație, ci este plătit pentru efectuarea tranzacției. Prima utilizare funcțională PoS a fost pentru criptomoneda Peercoin în 2012. Proof-of-Stake este mai eficient din punct de vedere energetic comparativ cu Proof-of-Work. Alte implementări sunt Polkadot, Solana,TRON, Tezos, DeepOnion Coin, DogeCash, Elrond.

- - Delegated Proof-of-Stake (DPoS): DPoS folosește noduri sau masternoduri pentru a valida tranzacții. Deținătorii de mize de jetoane nu votează validitatea blocurilor, ci votează să aleagă delegații pentru a face validarea în numele lor. Există, în general, între 21-100 de delegați aleși într-un sistem DpoS. Proprietarii celor mai mari solduri aleg reprezentanții lor, fiecare dintre ei primind dreptul de a semna blocuri in retea. Spre deosebire de PoW și PoS, în DpoS minerii pot colabora pentru a face blocuri în loc de a concura. Prin centralizarea parțială a creerii de blocuri, DPoS poate executa ordine de mărime mai rapidă. Delegated Proof-of-Stake este unul dintre cele mai rapide algoritme de consens și poate gestiona un număr mai mare de tranzacții în comparație cu Proof-of-work. Avantajele algoritmului DPoS sunt: tranzacții mai ieftine, scalabilitate,  protecție împotriva atacurilor cu cheltuieli duble, eficiență energetică deoarece cantitatea de muncă inutilă este redusă odată cu alegerea următorului alegător. Implementări mai populare sunt Cardano, Steemit, EOS, BitShares, Tezos.[58]

- - Leased Proof-of-Stake (LPoS): versiune îmbunătățită a algoritmului Proof-of-Stake, dezvoltat de platforma Waves. Caracteristic acestui algoritm este faptul că permite utilizatorilor cu mai puține monede să participe la acordurile de consens prin „închirierea” monedelor lor în rețea. Acest lucru deschide blockchain-ul către transparență deplină, oferind tuturor șansa de a participa direct și de a primi o recompensă. LpoS permite  primirea de venituri din activitatea minieră, fără a conduce de fapt mineritul.

Alte variante Proof-of-Stake: Liquid Proof of Stake (LpoS), Bonded Proof of Stake (BPoS), Hybrid Proof of Stake (HpoS), Nominated Proof of Stake (NpoS), Pure Proof of Stake (PpoS), Anonymous Proof-of-Stake (ZpoS)..
- Proof-of-Capacity (PoC): se mai numește și Proof-of-Space (PoSpace). Este similar cu Proof-of-work, dar utilizează spațiul de stocare (hard disk, sisteme de stocare în cloud) a nodului în loc de puterea de calcul. Soluțiile aleatorii sunt generate și stocate în spațiul de stocare, apoi toate blocurile generate sunt comparate cu puzzle-ul. Acest factor permite mineritul cu o eficiență destul de ridicată, deoarece, minerii concurează între ei pentru mărimea datelor stocate, utilizatorii cu cea mai mare capacitate de stocare vor avea șanse mai mari de a produce un nou bloc. Platforme care susțin acest algoritm sunt SpaceMint și Burstcoin.

- Proof-of-Importance (PoI): algoritmul ia în considerare atât valoarea fondurilor, cât și activitatea utilizatorului în rețea. Această abordare implică utilizatorii nu numai să păstreze fonduri în conturile lor, ci să le și folosească în mod activ. Semnificașia fiecărui utilizator în rețeaua NEM este definită drept suma fondurilor care  sunt disponibile și numărul tranzacțiilor efectuate din/către portofel. Proof-of-Importance este utilizat în blockchain-ul NEM (New Economy Movement).

- Proof-of-Validation (PoV): este un mecanism de consens PoS care funcționează pentru a obține consens prin intermediul nodurilor de validare staked. De obicei, fiecare nod dintr-un sistem PoV păstrează o copie completă a secvenței tranzacțiilor în blocuri care sunt create pe blockchain, o copie a tuturor conturilor de utilizator care pot fi identificate prin cheia publică a unui utilizator și orice jetoane cripto pe care le deține nodul respectiv. De acolo, utilizatorii își pot miza monedele în nodurile validatorului, iar numărul de jetoane mizate în fiecare validator determină, în consecință, numărul de voturi pe care le posedă validatorul specific. Algoritmul de consens Tendermint al rețelei Cosmos este un tip de protocol PoV.

- Proof-of-Activity (PoA): abordare mixtă care combină Proof-of-Work și Proof-of-Stake pentru a spori nivelul de protecție. A fost dezvoltat de LiteCoin. Procesul de exploatare începe în sistemul PoW, dar după ce un nou bloc a fost extras cu succes, sistemul trece la PoS unde blocul nou găsit conține doar un antet și adresa recompensei de la miner. Cu cât un validator are mai multe monede, cu atât este mai mare probabilitatea ca acesta să fie ales pentru a aproba blocul. Decred (DCR) și Espers utilizează Proof-of-Activity.

- Proof-of-Authority (PoAuthority): algoritm de consens diferit de restul algoritmilor, deoarece pentru extragere nu este necesar să existe minierit. În blockchain-ul bazat pe PoAuthority, toate tranzacțiile și blocurile sunt verificate prin intermediul conturilor aprobate (validatori), iar efectuarea tranzacțiilor și crearea blocurilor are loc automat utilizând puterea de calcul a validatorului. Nodurile care devin validatori sunt singurii autorizați să producă blocuri noi. PoAuthority are capacitate mare și este optimizat pentru rețele private. Implementările includ PoA Network, Ethereum Kovan testnet, VeChainThor, Microsoft Azure.

- Proof-of-Identity (PoID): fiecare individ identificat în mod unic primește o unitate egală de putere de vot și recompense asociate. Protocolul se bazează pe identificarea biometrică. PoID compară cheia privată a unui utilizator cu o identitate autorizată. Aceasta este o dovadă criptografică pentru cheia privată a unui utilizator care este criptografic atașată unei anumite tranzacții. Orice utilizator identificat dintr-o rețea blockchain poate crea un bloc de date care sunt prezentate oricui prezent în rețea. [61]

- Proof-of-Burn (PoB): minerii ajung la un consens eliminând („arzând”) definitiv monedele lor pe care le trimit monede către adrese publice care au fost generate aleatoriu pentru a deveni inaccesibile și inutilizabile. Pentru o astfel de ,,ardere” a monedelor, minerul primește o șansă permanentă de a găsi un bloc și de a primi o recompensă. Exploatarea minieră crește odată cu numărul de monede arse. Proof-of-Burn consumă mai puține resurse decât PoW, deoarece instalația de minerit este virtuală. Este utilizat de Slimcoin și TCGCoin.[62]

- Proof-of-Weight (PoWeight): fiecărui utilizator din rețea i se atribuie o valoare sau  „greutate” în funcție de cantitatea de criptomonede pe care o deține în cont. Implementări populare: Algorand, Filecoin, Chia.[63]

- Proof of Elapsed Time (PoET): este considerat a fi unul dintre cele mai corecte mecanisme de consens utilizate. Algoritmul PoET decide aleatoriu și echitabil producătorul unui nou bloc pe baza timpului pe care l-a petrecut în rețea. În acest scop, mecanismul oferă un timp de așteptare aleatoriu și utilizatorul al cărui timp de așteptare se termină cel mai devreme va produce un nou bloc. Astfel PoET oferă fiecărui nod șansa de a câștiga. PoET se bazează pe un set special de instrucțiuni CPU numit Intel Software Guard Extensions (SGX).  PoET este folosit în Hyperledger Sawtooth.

- Proof of History (PoH): dezvoltat de proiectul Solana, PoH este similar cu Proof of Elapsed Time oferind o metodă de codificare a timpului în sine în blockchain pentru a obține un consens. Se bazează pe un nou concept criptografic, cunoscut sub numele de Verifiable Delay Functions (VDF). Proof of History permite crearea unei înregistrare care să arate că un eveniment a avut loc la un anumit moment în timp. [64]

- Byzantine Fault Tolerance (BFT) : este capacitatea unei rețele sau a unui sistem informatic de a funcționa corect pentru a ajunge la un consens, în ciuda faptului că nodurile rău intenționate nu reușesc, oferă informații incorecte colegilor lor sau încearcă intenționat să provoace o eroare. Părțile implicate trebuie să fie de acord pentru a evita eșecul, în timp ce tolerează simultan unii participanți rău intenționați. Acest concept se bazează pe problema generalilor bizantini. Pe scurt, Byzantine Fault Tolerance este ”zona de toleranță” unde un blockchain își poate continua funcționarea dacă o parte dintre participanții săi (noduri) eșuează sau sunt atacate. Alte mecanisme de cosens BFT sunt: Practical Byzantine Fault Tolerance (pBFT), Simplified Byzantine Fault Tolerance (SBFT), Delagated Byzantine Fault Tolerance (dBFT), Federated Byzantine Agreement (FBA). Exemple de implementări BFT includ: Hyperledger (pBFT), Ripple (FBA), Stellar (pBFT), Chain (SBFT), NEO (dBFT).[65]

- Directed Acyclic Graphs (DAG): este un algoritm de consens inovator care elimină necesitatea unui blockchain. În comparație cu rețelele tradiționale, DAG se poate interconecta între diferite noduri, oferă scalabilitate nelimitată prin gestionarea tranzacțiilor asincron și costuri extrem de reduse. Implementări cunoscute: Iota, Hashgraph, Nano.[66][67]
- Proof-of-Immutability (PoIM) marchează o evoluție în blockchain, utilizând o abordare hash pentru a stoca metadatele într-un hash vault distant. Acest sistem permite blockchain-ului să păstreze date într-un mod descentralizat și irevocabil, fără a distribui datele între noduri. În loc să copieze și să distribuie date, PoIM folosește un pointer hash, îmbunătățind astfel intimitatea datelor și scalabilitatea. Permite de asemenea participanților să verifice imutabilitatea datelor altora, oferind un mecanism de audit pentru integritatea informațiilor, vital pentru recunoașterea legală a datelor și contractelor inteligente blockchain. PoIM a fost inventat de ParallelChain Lab. Procesele și metodele sale au fost aplicate pentru brevete (US-2021-0297265-A1; US-2021-0218549-A1; EP3848845; CN2021102000629400). [68]

PoW, PoS și DPoS sunt utilizați în principal în rețelele de criptomonede. Restul algoritmilor sunt utlixați mai ales în aplicațiile IT.

## Tipuri
Rețelele de tip blockchain pot fi de mai multe categorii, în funcție de caracteristicile deținute: public, privat, hibrid și consortiu. În general, tehnologia din spatele fiecărui tip de blockchain este identică, însă este diferit modul de utilizare și interacțiunea cu utilizatorii. 

### Blockchain Public
Rețeaua nu are restricții privind accesul nodurilor la date, toți utilizatorii având posibilitatea de a se conecta și efectua operațiuni în cadrul acesteia. De asemenea, orice dispozitiv poate deveni nod prin descărcarea, stocarea și actualizarea constantă a întregului registru de date. Toate tranzacțiile sunt transparente și fiecare poate verifica orice transfer de bani. Din acest motiv, nivelul de încredere dintre noduri este unul scăzut, aspect compensat prin utilizarea unor algoritmi criptografici complecși în comunicarea dintre noduri. Blockchain public este descentralizat, precum cel al BTC. Folosește ca metode de securitate și verificare Proof-of-work (PoW) și Proof-of-stake (PoS).

Exemple comune de blockchain publice includ Bitcoin, Ethereum, Litecoin. Aceste criptomonede pot fi vizualizate și utilizate public.

### Blockchain Privat
Funcționează în interiorul unui network închis P2P dar restricționat pentru publicul larg. Limitează accesul nodurilor în ceea ce privește introducerea datelor, și capacitatea dispozitivelor de a dobândi calitatea de nod în cadrul rețelei. Accesul în cadrul rețelei este restricționat către anumiți utilizatori, în funcție de criterii stabilite de deținătorul acesteia.  Blockchain privat este controlat de o singură persoană sau companie, care are controlul absolut al rețelei. Aceasta are puterea de a valida useri, deci există șanse foarte mici ca rețeaua să fie atacată. De obicei sunt foarte rapide și sigure. Exemple de blockchain privat: Multichain, Hyperledger, Ripple.

### Blockchain Hibrid
Un blockchain hibrid are atât caracteristici specifice blockchain-ului public, cât și celui privat. Rețeaua este vizibilă public, însă accesul în cadrul acesteia este restricționat. Nodurile îndeplinesc diferite roluri, având totodată acces diferențiat la informațiile din cadrul rețelei. Există o companie care administrează blockchain-ul, însă toate datele și tranzacțiile sunt făcute public.
Exemple de blockchain hibrid sunt Dragonchain, XinFin.

### Blockchain Consorțiu
Este numit și federated blockchain și este foarte asemănător cu cel hibrid, singura diferență este că mai multe organizații colaborează în întreținerea blockchain-ului. Procedurile de consens sunt controlate de nodurile prestabilite. Pentru a asigura funcționalitatea corespunzătoare, blockchain consortiu are un nod validator care poate valida tranzacții și, de asemenea, poate iniția sau primi tranzacții. Avantajul față de cel hibrid este că acesta este mult mai sigur și mai eficient. Blockchain-urile consortiu sunt cel mai bine utilizate pentru servicii bancare și plăți. Exemple sunt blockchain-urile Marco Polo, Energy Web Foundation, IBM Food Trust, Dragonchain, R3, Corda.

## Utilizări
Utilizarea primară a tehnologiei blockchain în ziua de astăzi este ca registru distribuit pentru criptomonede precum bitcoin.[65] În timp ce câteva bănci centrale din anumite țări cum ar fi India, China, Hong Kong, Statele Unite ale Americii, Suedia, Singapore, Africa de Sud și Marea Britanie studiază emiterea de criptomonede, nu au făcut asta până în momentul de față (Decembrie 2016).[65]
Deși este o tehnologie în fază incipientă, blockchain-ul ar putea fi folosit la următoarele utilizări: managementul istoricului medical, verificarea identității, combaterea problemelor legate de contaminarea alimentelor, înregistrarea documentelor de proprietate și astfel prevenirea eventualelor fraude  sau securitatea procesului electoral.

### Utilizări generale
Tehnologia Blockchain are un potențial uriaș de a transforma modele de afaceri pe termen lung. Tehnologia blockchain este mai degrabă o tehnologie „fundamentală” — cu potențial de a crea noi baze pentru sistemele economice și sociale globale — decât o tehnologie disruptivă, care „atacă modelele de afaceri tradiționale printr-un cost mai scăzut în soluție”. Chiar și așa, există câteva produse care s-au „maturizat” de la stadiul de concept până la sfârșitul anului 2016. Utilizarea tehnologiei blockchain promite să aducă îmbunătățiri semnificative la lanțurile de aprovizionare globale, tranzacții financiare, registrele activelor și rețele sociale descentralizate.
Există totodată și observatori care rămân sceptici. Steve Wilson, de la "Constellation Research", consideră că tehnologia a fost exagerată prin așteptări nerealiste. Pentru a atenua riscul, companiile sunt reticente în a plasa tehnologia blockchain la baza structurii lor de afaceri.
Blockchain-urile pot ajuta întreprinderile să utilizeze metode noi de prelucrare a tranzacțiilor digitale. Exemplele includ sisteme de plată și monede digitale, facilitând crowdfunding (vânzarea unei active către un număr mare de persoane), sau implementarea piețelor de predicție — piețe în care tranzacțiile se bazează pe evenimente în viitor — și instrumentelor de guvernare, e.g. consiliu de administrație care rulează pe blockchain.
Într-un contract sau tranzacție, tehnologia blockchain elimină nevoia de a avea un trust service provider — i.e. entitate care verifică identitatea și acțiunile părților — și se prezice că asta ar rezulta în mai puțin capital blocat in dispute. Blockchain-urile au potențialul de a reduce riscul sistemic și frauda financiară prin automatizarea proceselor care anterior erau consumatoare de timp și resurse umane, cum ar fi cele implicate în întemeierea unei afaceri. În teorie, ar fi posibilă automatizarea unor procese precum colectarea impozitelor, efectuarea unui transfer de proprietate și managementul riscurilor.
Fiind un registru distribuit, blockchain-ul reduce costurile implicate în verificarea tranzacțiilor, precum și eliminarea necesității unei "părți terțe de încredere", cum ar fi băncile, pentru a finaliza tranzacțiile. Deși a oferit inițial soluții în domeniul financiar, tehnologia blockchain se extinde în alte domenii și activități, precum aplicații descentralizate și organizații colaborative care elimină intermediari.

### Înregistrarea terenurilor
"Pământul este o resursă financiară. Dacă oamenii pot dovedi că îl dețin, ei îl pot pune ca garanție pentru împrumuturi." 
Tehnologia blockchain poate fi folosită pentru înregistrarea terenurilor și tranzacțiile cu acestea. Scheme pilot precum cele de la Registrul Suedez de Înregistrare al Pământurilor demonstrează eficiența tehnologiei blockchain în accelerarea vânzării de terenuri. Republica Georgia construiește de asemenea un registru de proprietate pe bază de blockchain.
Guvernul din India se luptă cu frauda de terenuri cu ajutorul unui sistem blockchain. Andhra Pradesh a devenit primul stat din India care să adopte tehnologie blockchain în guvern. Pentru aceasta, guvernul a anunțat crearea unui centru de tehnologie blockchain în Visakhapatnam, care să fie susținut de companii tehnologice precum Apla, Phoenix și Oasis Grace.
În Octombrie 2017, una dintre primele tranzacții imobiliare internaționale a fost finalizată cu succes folosind un smart contract pe bază de blockchain.
În 2018 va fi realizat în Rusia un experiment cu privire la utilizarea de tehnologie blockchain pentru a monitoriza fiabilitatea datelor din "Registrul de Stat Unificat al Imobilelor" de pe teritoriul Moscovei.

### Firmele de contabilitate
Cele patru mari firme de contabilitate din lume (Ernst & Young, KPMG, Delloite și PwC) testează tehnologiile blockchain în diferite formate. Ernst & Young a oferit portofele electronice pentru toți anagajații din Elveția, a instalat un ATM bitcoin în biroul lor din Elveția, și acceptă bitcoin ca metodă de plată pentru toate programele de servicii de consultanță. Marcel Stalder, CEO al Ernst & Young Elveția, a declarat că "nu vrem doar să vorbim despre digitalizare, ci să sprijinim în mod activ acest proces, împreună cu angajații și clienții noștri. Pentru noi este important ca toată lumea să se familiarizeze cu aceste procese și să se pregătească pentru revoluția digitală ce urmează să aibă loc în lumea afacerilor prin intermediul blockchain-urilor, a contractelor inteligente și a monedelor digitale." PwC, Deloitte și KPMG au luat o cale diferită de Ernst & Young, testând blockchain-uri private.

### Contracte smart
Contractele smart (din eng. "contracte inteligente") pe bază de blockchain sunt contracte care pot fi parțial sau complet executate fără interacțiune umană. Una din aplicațiile principale ale unui contract smart este automatizarea unui cont de garanție (eng. "escrow"). FMI consideră că contractele smart pe bază de blockchain pot reduce expunerea la risc și pot optimiza utilizarea de contracte în general. Principala problemă în momentul de față a contractelor smart este statutul lor juridic, din cauza neutilizării acestora pe scară largă.
Unele implementări de blockchain ar putea permite codificarea contractelor care se vor executa atunci când sunt îndeplinite anumite condiții. Un contract smart ar fi activat prin instrucțiuni de programare extensibile, care definesc și execută un acord. De exemplu, Ethereum Solidity este un proiect blockchain open-source care a fost construit special pentru a crea un limbaj de programare Turing-complete, ce are capacitatea de a pune în aplicare astfel de contracte.

### Organizații non-profit
- Un proiect din partea Fundației Bill & Melinda Gates își propune să utilizeze tehnologia blockchain pentru a ajuta cele două miliarde de oameni din întreaga lume care nu dispun momentan de conturi bancare.[100][101]
- Proiectul "Buiding Blocks" al Programului Alimentar Mondial (WFP) de la ONU își propune să folosească tehnologia blockchain pentru a face operațiunile de transfer de bani mai rapide, ieftine și sigure. Acest proiect a început într-un stadiu pilot în Pakistan în Ianuarie 2017, și va continua pe tot parcursul primăverii.[102][103]
- Publiq este o platformă pentru scriitori fondată în 2017, ce are ca scop utilizarea tehnologiei blockchain pentru garantarea autenticității textelor, evitarea cenzurii și lupta împotriva știrilor false.[104][105]

### Rețele descentralizate
- Proiectul Backfeed dezvoltă un sistem distribuit de guvernanță pentru aplicații pe bază de blockchain, care permite creare colaborativă de aplicații și distribuire de valoare în rețele de oameni ce apar spontan.[106][107]
- Proiectul Alexandria este o librărie digitală descentralizată pe bază de blockchain.[108][109]
- Proiectul Web3 este un protocol pentru o versiune a internetului descentralizat și public bazat pe blockchain.

### Bănci
Omul de afaceri Don Tapscott a efectuat un proiect de cercetare de doi ani în care a explorat cum se poate folosi tehnologia blockchain pentru a transfera și stoca în siguranță "bani, titluri de proprietate, acte, muzică, artă, descoperiri științifice, proprietate intelectuală și chiar și voturi". De asemenea, sectoare majore ale industriei financiare pun în aplicare registre distribuite pentru utilizare în sectorul bancar, și în conformitate cu un studiu IBM din Septembrie 2016, acest lucru se produce mai repede decât era de așteptat.
Băncile sunt interesate în tehnologia blockchain, deoarece are potențialul de a accelera sistemele de settlement/decontare din back office. Bănci precum UBS deschid noi laboratoare de cercetare dedicate pentru această tehnologie, în scopul de a explora modul în care blockchain-ul poate fi folosit în domeniul serviciilor financiare pentru a crește eficiența și a reduce costurile.
Rusia a finalizat oficial prima sa implementare de blockchain la nivel de guvern. Banca de stat Sberbank a anunțat pe 20 decembrie 2017 că începe un parteneriat cu Serviciul Federal Antimonopol (SFA) din Rusia să pună în aplicare o platformă de transfer și stocare a documentelor prin intermediul tehnologiei blockchain.
Companiile Deloitte și ConsenSys au anunțat în 2016 planuri pentru a crea o bancă digital numită "Project ConsenSys".
Un consorțiu elvețian ce include Swisscom, Banca Cantonală Zurich și Bursa Elvețiană testează un prototip pentru tranzacționarea activelor pe bază de blockchain folosind Ethereum.

### Alte companii financiare
Compania de plăți MasterCard a adăugat trei API-uri pe bază de blockchain pentru a fi utilizate atât la plăți între persoane fizice cât și între afaceri.
CLS Grup a declarat că folosește tehnologia blockchain pentru a extinde numărul de tranzacții comerciale pe care le poate efectua.
Companiile VISA, Mastercard, Unionpay și SWIFT și-au anunțat planurile pentru dezvoltarea și utilizarea a tehnologiei blockchain.

### Alte utilizări
Tehnologia blockchain poate fi utilizată pentru a crea un registru permanent, public și transparent pentru stocarea datelor privind diverse vânzări, stocarea proprietății intelectuale prin înregistrarea drepturilor de autor, urmărirea utilizării conținutului digital și efectuarea de plăți pentru autorii acestui conținut digital. Exemple includ sisteme în care utilizatorii de WiFi plătesc pentru serviciul oferit sau muzicieni care primesc automat micro-plăți de fiecare dată când o melodie de-a lor este ascultată. În 2017, IBM a încheiat un parteneriat cu ASCAP și PRS for Music pentru a crea un sistem de distribuție de muzică pe bază de blockchain.
Kodak a anunțat în 2018 că intenționează să lanseze o criptomonedă digitală (KodakCoin ICO ) pentru înregistrarea drepturilor de autor ale fotografilor.
Alte aplicații blockchain în curs de dezvoltare țin de guvernarea electronică, precum Bitnation, inițiative pentru implicarea cetățenilor și noi forme de participare democratică precum D-Cent  și platforme digitale pentru crearea de diverse aplicații descentralizate, cum ar fi platforma Ethereum. Tehnologia blockchain este considerată a avea o contribuție deosebit de importantă în viitoarea transformare a organizațiilor, guvernarea democratică și cultura umană în ansamblu. 
Potrivit unor statistici sintetizate de Forumul Economic Mondial, interesul pentru blockchain s-a extins la nivel global,  aproape 30 de țări investesc în prezent în proiecte de tip blockchain.
Tehnologia blockchain permite de asemenea noi modele de afaceri în industria de asigurări care nu erau inițial posibile, cum ar fi sisteme de asigurări peer-to-peer , asigurări parametrice (asigurare prin sume fixe stabilite anterior) și microasigurarea (pentru plăți mici). Sisteme de economie colaborativă și Internet of Things sunt, de asemenea, preconizate să beneficieze de tehnologia blockchain, deoarece acestea sunt descentralizate și implică colaborare între utilizatori. Blockchain-urile pot fi de asemenea folosite pentru securizarea sistemelor de votare electronică pentru a elimina riscul ca serverele ce stochează voturile să fie hăck-uite (de a fi sparte parolele). Blockchain-urile sunt utilizate și pentru managementul de dosare medicale în spitale, care crește interoperabilitatea, cât și pentru stocarea de date, publicarea de texte și identificarea originii artei digitale. Blockchain-urile ajută utilizatorii să exercite dreptul de proprietate asupra activelor unui joc pe calculator (active digitale), un exemplu în acest sens fiind Cryptokitties.
Exemple de aplicații pe blockchain notabile și care nu reprezintă criptomonede includ:
- The DAO ("Decentralized Autonomous Organisation") – un fond de investiții descentralizat de tip peer-to-peer (de la-egal la egal) cu scopul de a finanța alte afaceri sau ONG-uri.[142] În contrast cu alte fonduri de investiții existente, DAO nu aparținea de un anumit stat și nu avea un consiliu de administrație.[143] Investitorii DAO primeau token-uri de votare și investițiile fondului erau decise prin vot.
- Steemit – un blog/site de social networking și o criptomonedă
- Hyperledger – un efort de colaborare al Linux Foundation pentru a sprijini blockchain-urile pe bază de registre distribuite. Proiecte notabile în cadrul acestei inițiative includ Hyperledger Burrow (de Monax) și Hyperledger Fabric (de IBM)[144]
- Counterparty – o platformă financiară open-source pentru crearea de aplicații financiare peer-to-peer pe blockchain-ul bitcoin.
- Quorum – un blockchain privat al băncii JPMorgan Chase cu depozitare privată, folosit pentru smart contracts[145]
- Bitnation – o țară/națiune voluntară descentralizată fără frontiere, care stabilește un set de contracte și legi, bazate pe smart contracts de tip Ethereum
- Tezos – un sistem descentralizat de votare.[99]:94

## Reviste științifice
În luna septembrie 2015 a fost lansat Ledger, prima revistă academică de cercetare dedicată criptomonedelor și tehnologiei blockchain. Versiunea inaugurală a fost publicată în Decembrie 2016. Revista acoperă aspecte legate de matematică, informatică, inginerie, drept, economie și filosofie legate de monede digitale precum bitcoin. De asemenea, revista încurajează autorii să semneze în mod digital un fișier hash al documentelor depuse, care va fi apoi înregistrat pe blockchain-ul bitcoin. Autorii sunt rugați de asemenea să includă o adresă personală de bitcoin în prima pagină a articolelor depuse.

## Previziuni
Un raport al Forumului Economic Mondial din luna Septembrie 2015, a prezis că, până în 2025, zece la suta din PIB-ul global ar putea fi stocat pe tehnologia blockchain.
La inceputul anului 2017, profesorii Marco Iansiti și Karim R. Lakhani de la Harvard Business School au spus că blockchain nu este o tehnologie disruptivă, care subminează modele de afaceri existente prin reducerea costurilor, ci este o tehnologie fundamentală care "are potențialul de a crea noi baze pentru sisteme economice și sociale". Aceștia au mai prezis că, în timp ce inovațiile fundamentale pot avea un impact enorm, "vor trece zeci de ani pentru ca tehnologii fundamentale precum blockchain să pătrundă în infrastructura economică și socială."

## Legături externe
- Asociatia Blockchain Romania
- Blockchain of Things (BoT)
- Blockchain Magazine
- Articole blockchain cluj360.ro